# Andrena ulula
Andrena ulula är en biart som beskrevs av Warncke 1969. Andrena ulula ingår i släktet sandbin, och familjen grävbin. Inga underarter finns listade i Catalogue of Life.